# NGC 3421
NGC 3421 = IC 652 ist eine Balken-Spiralgalaxie vom Hubble-Typ SBa/P im Sternbild Wasserschlange südlich der Ekliptik. Sie ist schätzungsweise 191 Millionen Lichtjahre von der Milchstraße entfernt und hat einen Durchmesser von etwa 105.000 Lichtjahren.

Im selben Himmelsareal befinden sich u. a. die Galaxien NGC 3402, NGC 3404, NGC 3422, IC 647.
Das Objekt wurde im Jahr 1880 vom britischen Astronom Andrew Ainslie Common entdeckt.